# یول ماون
یول ماون (انگلیسی: Youl Mawéné؛ زادهٔ ۱۶ ژوئیهٔ ۱۹۷۹) بازیکن فوتبال اهل فرانسه است.
از باشگاه‌هایی که در آن بازی کرده‌است می‌توان به باشگاه فوتبال پرستون نورث اند، باشگاه فوتبال آبردین، باشگاه فوتبال لانس، باشگاه فوتبال دربی کانتی، و باشگاه فوتبال فلیتوود اشاره کرد.